# Bò Brangus Úc

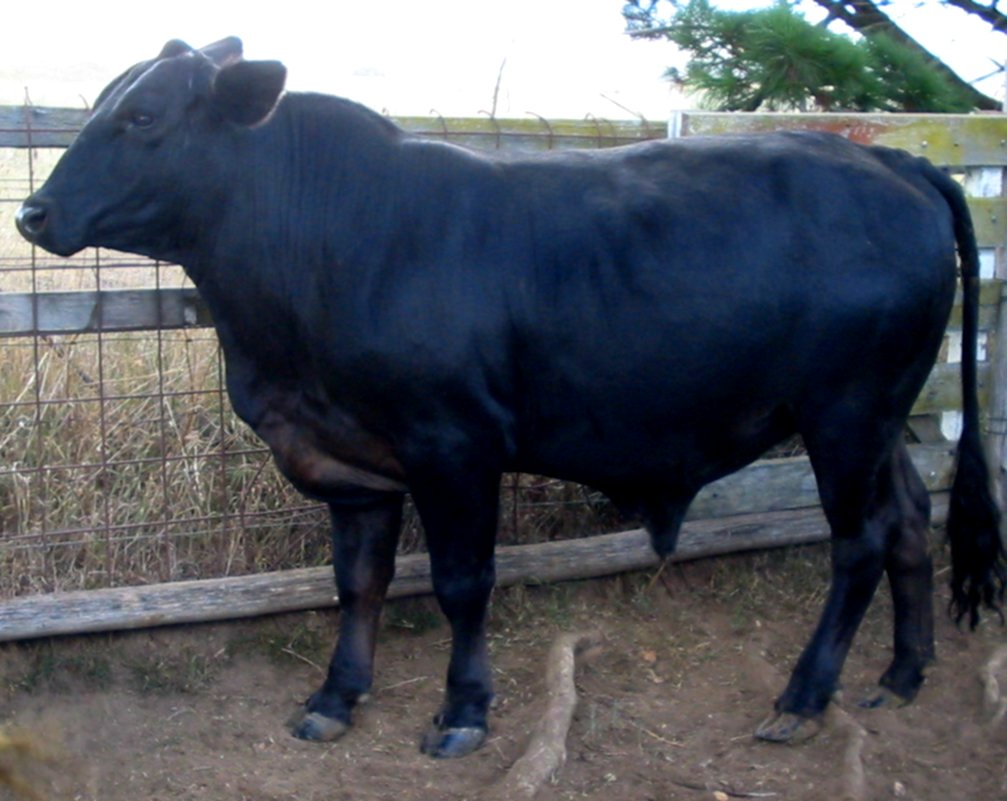
Bò Brangus Úc

Bò Brangus Úc là một giống bò không có sừng, được phát triển ở các vùng ven biển nhiệt đới của tiểu bang Queensland, Úc bằng cách lai tạo giữa các giống bò Brahman và Angus trong những năm 1950.

## Lịch sử
Brangus được phát triển lần đầu tiên tại Hoa Kỳ và sau đó phát triển độc lập tại Úc với tư cách là bò Brangus Úc. Loài này được tạo ra để tạo ra khả năng chịu nhiệt cao hơn so với các giống bò khác. Chúng là nguồn thịt bò được sử dụng rộng rãi trên toàn nước Úc và được xuất khẩu sang các nước như Nhật Bản và Mỹ.
Bò Brangus của Úc có mã gene khoảng 3/8 Brahman và 5/8 Angus trong mã gene di truyền của chúng. Cá thể của giống bò này thường có màu đen bóng, nhưng màu đỏ cũng được chấp nhận. Chúng có tỷ lệ ung thư mắt rất thấp, mà có thể là một vấn đề ở nhiều giống bò trắng phải đối mặt. Đầu của chúng có chiều dài trung bình với mõm rộng và trán rộng. Bò Brangus Úc cũng là giống gia súc đi bộ rất tốt và "làm tốt" trong nhiều tình huống khác nhau.
Hoạt động của Hiệp hội Gia súc Brangus Úc ghi lại số lượng cá thể của giống này, với việc áp dụng Kế hoạch giống được công nhận quốc tế để theo dõi quá trình tăng trưởng, sữa và chất lượng của giống bò này